# اویدکنا
اویدکنا (به اسپانیایی: Ulldecona) یک شهرستان در اسپانیا است که در تاراگونا واقع شده‌است.

## خصوصیات
اویدکنا ۱۲۶٫۸۸ کیلومترمربع مساحت و ۶٬۵۶۶ نفر جمعیت دارد و ۱۳۳ متر بالاتر از سطح دریا واقع شده‌است.